# Frederico Marques

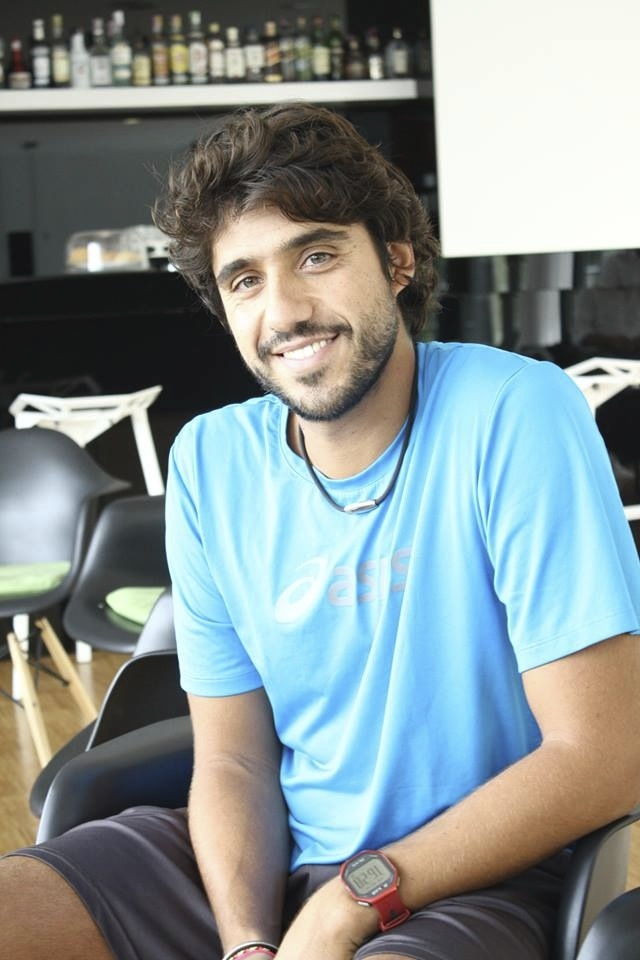
Frederico Marques

Frederico Marques, nacido 4 de septiembre de 1986 en Alvalade,  Lisboa (Portugal), es un extenista y entrenador portugués.
Jugador diestro, representó Portugal en las categorías sub 14,16 y 18 en los campeonatos de Europa tanto por equipos como individual.
Campeón de Portugal en categoría sub 16, individual, dobles y dobles mixto.
Llegó a ocupar la posición número 12 del ranking sub 16 europeo. 
Llegó a estar en los 100 primeros mundial de la categoría Junior y participar en Grand Slams Juniors.
A nivel profesional nunca se ha podido destacar, ha ocupado la posición 964 ATP ranking individual y la 773 ATP ranking en dobles cuando tenía 19 años.
A los 19 años emigra para España para intentar su suerte a nivel profesional y dar el próximo paso hacia el éxito. Se incorpora a la academia profesional Barcelona Total Tennis, dirigida por Álvaro Margets, Francis Roig y Jordi Vilaro.
Ha tenido innúmeras lesiones y la mala fortuna de una mononucleosis cuando tenía 21 años lo han hecho abandonar la competición como jugador.

## Carrera Entrenador
Ha seguido en el mundo del tenis como técnico profesional donde empezó sus primeros pasos como técnico en la misma academia donde entrenaba como jugador (Barcelona Total Tenis)
Entre 2009 y 2010 entreno a Alexander Lobkov (durante su cooperación escaló desde 1001 hasta 359 ATP ranking).
Los cinco primeros meses de 2011 trabajó con Yanan-Ma, jugador chino miembro de la Copa DAVIS (durante su cooperación escalo desde sin ranking hasta 980 ATP ranking)
En los siguientes meses ha ayudado a jugadores como : 
Teymuraz Gabashvili (59Atp), Arnau Brugues (135Atp), Inigo Cervantes (130Atp), Adrian Menendez (169Atp), Steven Diez (196Atp).
En octubre de 2011 fue contratado por el jugador Portugués Joao Sousa en la época 220 del ranking Mundial.
En el año 2012 han proseguido juntos y Joao Sousa ha terminado el ano a 99 del Ranking Mundial Masculino.
En 2013 han alcanzado juntos un echo histórico para Portugal, fue el primer jugador y entrenador en la historia del país a conseguir un título ATP. Kuala Lumpur ATP 250.

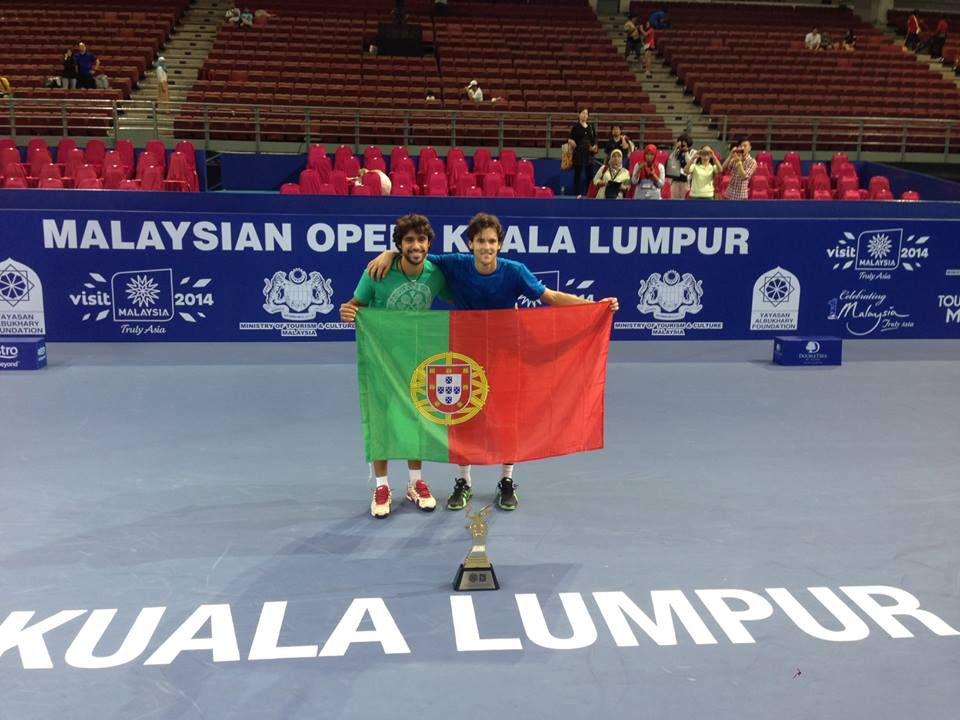
Joao Sousa and Frederico Marques Trophy

Fue el primer entrenador portugués que ha conseguido que su atleta obtenga una victoria sobre un jugador top 5 mundial como fue el caso en cuartos de final del open de Malaysia frente a David Ferrer. 
Fue el primer entrenador a conseguir llevar un atleta entre los primeros 50 del ranking Mundial masculino y terminar el ano así respectivamente entre los 50 mejores.
En 2014 es el primer entrenador portugués con una victoria sobre los números uno del mundo en la variante de dobles. La victoria alcanzada en el ATP SYDNEY 2014 sobre los hermanos Bob y Mike Bryan en la segunda ronda del torneo.
Actualmente reside en Barcelona y sigue trabajando en la academia Barcelona Total Tennis.